# Харрисон, Тинсли
Тинсли Рэндольф Харрисон (англ. Tinsley Randolph Harrison; 18 марта 1900 — 4 августа 1978) — PhD в медицине, американский врач и ученый, редактор первых пяти изданий фундаментального труда Основы внутренней медицины, который с того времени переиздается как «Основы внутренней медицины под редакцией Т. Харрисона».

## Биография
Родился в Алабаме в семье врачей. Окончив среднюю школу в возрасте 15 лет, учился в Университете штата Мичиган, где он также завершил один год медицинской школы, поэтому перейдя в школу медицины Джонса Хопкинса осенью 1919 года он завершил свою стажировку в госпитале Питер Бент Бригам (Бостон), затем вернулся к Хопкинсу для дальнейшего обучения с внутренних болезней и завершил свою резидентуру в Университете Вандербильта.
Преподавал в медицинской школе Университета Вандербильта. Большую часть своей преподавательской деятельности провёл в Медицинской школе Университета Алабамы в Бирмингеме (UASOM), где занимал должность декана и заведующего кафедрой медицины.